# 卢焕
卢焕（？—400年），范阳郡涿县（今河北省涿州市）人，出自范阳卢氏南祖，后燕征北大将军、幽州刺史卢溥之子。
天兴三年春正月戊午（400年2月17日），卢溥在辽西郡被北魏材官将军和突击败，卢溥和卢焕被擒，他们被送到京师平城，受到车裂处死。